# Chlosyne hemifusa
Chlosyne hemifusa är en fjärilsart som beskrevs av Gunn 1930. Chlosyne hemifusa ingår i släktet Chlosyne och familjen praktfjärilar. Inga underarter finns listade i Catalogue of Life.